# Por la CUT
Por la CUT è una compilation di musicisti cileni, pubblicato nel 1968.

## Descrizione
L'album è un omaggio di vari artisti cileni nei confronti della CUT (Central Única de Trabajadores de Chile), uno dei più importanti sindacati cileni di quell'epoca. Al disco partecipano alcuni dei musicisti più rappresentativi del movimento denominato Nueva Canción Chilena sia in veste di esecutori (Inti-Illimani, Willy Oddo, Rodolfo Parada...), sia come autori delle canzoni (Patricio Manns, Sergio Ortega...). Dal brano 8 al brano 13 gli esecutori sono accompagnati da Valentin Trujillo y su orquesta. Stranamente la traccia 13, che sul disco è accreditata a Rodolfo Parada, sembra essere invece interpretata da Eduardo Carrasco (fondatore e direttore artistico dei Quilapayún). I due brani eseguiti dagli Inti-Illimani sono qui incisi per la prima volta (entrambi saranno in seguito reincisi in studio).
L'immagine di copertina è stata realizzata da Antonio Larrea e Vicente Larrea, tra gli artisti grafici particolarmente determinanti nel dare ai dischi legati alla Nueva Canción Chilena un'estetica originale e riconoscibile. Questo disco, pubblicato dalla cilena Jota Jota, una etichetta sussidiaria della DICAP (Discoteca del cantar popular). La compilation non è mai stata ristampata in CD.

## Tracce
1. La huelga - 2:38 - (Ch. Sánchez Ferlosio) - Los Pirquineros
2. La lavandera - 3:32 - (Sergio Ortega) - Rodolfo Parada
3. Zambita de los humildes - 3:31 - (O. Matus - A. T. Gomez) - Inti Illimani
4. La plusvalía - 3:10 - (R. Maturana) - Los Pirquineros
5. Cueca de la CUT - 1:56 - (trad.pop. - H. Pávez) - Inti Illimani
6. Ta llegando gente al baile - 1:44 - (P. Manns) - Los Pirquineros
7. Porque los pobres no tienen - 2:51 - (V. Parra) - Rodolfo Parada
8. La paloma - 2:46 - (Ch. Sánchez Ferlosio) - Patricio
9. El Salvador - 3:30 - (Sergio Ortega) - Lucy Diaz
10. Cuatro jerarcas de la escoria - 2:40 - (Sergio Ortega) - Joaquin Espinoza & Lucy Diaz
11. El imperialismo va - 3:30 - (Sergio Ortega) - Willy Oddo
12. La maestra - 2:34 - (Sergio Ortega) - El Huacho
13. X la CUT - 2:53 - (Sergio Ortega) - Rodolfo Parada

## Musicisti

### Inti-Illimani
- Jorge Coulón
- Horacio Salinas
- Horacio Duran
- Homero Altamirano
- Ernesto Pérez De Arce